# فيروس كورونا استراليا
فيروس كورونا استراليا هو تطبيق أصدرته الحكومة الأسترالية مصمم للسماح للمستخدمين بالوصول إلى معلومات حول وباء COVID-19 في أستراليا. تم تطوير التطبيق بواسطة Delv Pty Ltd لصالح وزارة الصحة وتم إصداره في 29 مارس 2020. منذ إطلاقه، تم تنزيل التطبيق أكثر من مليون مرة واحتل المرتبة الأولى في فئة «الصحة واللياقة» في متجر تطبيقات Apple. نظرًا لقصر فترة التطوير التي تبلغ أسبوعين، كان التطبيق في البداية بمثابة مجموعة من الروابط لمواقع حكومية رسمية. بعد فترة وجيزة من إصدار التحديث، تمت إضافة نموذج «تسجيل عزل» طوعي يجمع الموقع والاسم والعمر ورقم الهاتف المحمول وتاريخ بدء العزل وتفاصيل أخرى مختلفة حول المستخدمين الذين تم عزلهم بأنفسهم.
في 14 أبريل 2020 ، تم الإعلان عن تطبيق منفصل لتتبع جهات الاتصال، COVIDSafe ، استنادًا إلى تطبيق TraceTogether في سنغافورة وبروتوكول BlueTrace.

## التطوير
تم تطوير التطبيق من قبل شركة التوظيف Delv Pty Ltd خلال أسبوعين. تم تعيين Delv من قبل وكالة التحول الرقمي مقابل 1.85 مليون دولار أسترالي ووزارة الصحة 1.438 دولار أسترالي؛ بلغ مجموعها أكثر من 3 ملايين دولار أسترالي. تم إطلاق التطبيق في 29 مارس 2020 ، بعد ثلاثة أيام من الإعلان عنه لأول مرة. وعلى الرغم من الإشاعات في البداية أن لها وظائف مماثلة لتطبيق سنغافورة «مفتوحة المصدر TraceTogether»،  لم يكن لديها مثل هذه الميزات عند اطلاقها. في اليوم التالي للإطلاق، تم إصدار تحديث مضيفًا نموذج تسجيل عزل طوعي، وتم إصدار إصدار ويب لمرافقته.
في وقت لاحق، في 9 أبريل 2020 ، تم إصدار تحديث آخر أضاف علامة تبويب «المعلومات الأساسية» ورابط لترجمات مختلفة لأخبار SBS. أضافت علامة تبويب المعلومات الأساسية نقاط نقطية تلخص المعلومات حول فيروس كورونا.
قام إصدار 28 مايو 2020 بإصلاح واجهة المستخدم بالكامل، والانتقال من واجهة قائمة على البطاقة مع درج تنقل إلى علامة تبويب ومجلد قائم على واحد. مع استبدال الدرج بعلامات تبويب على نظام اندرويد، اكتسب التطبيقان نموذج تنقل ثابتًا. تم نقل موجز الأخبار الذي يعرض أحدث عناصر الأخبار إلى الشاشة الرئيسية، حيث تم نقل العديد من البطاقات التي كانت موجودة مسبقًا هناك إلى شريط علامات التبويب أو متداخلة داخل مجلد. بالإضافة إلى ذلك، تم تقديم نظام مخصص لإدارة المحتوى،  يسمح بتضمين المقالات والمحتوى الأصلي.
قدم الإصدار في 9 يوليو 2020 أداة البحث عن عيادة COVID-19 ومدقق التقييد. تم إنشاء أداة البحث عن العيادة على رأس واجهة برمجة تطبيقات HealthDirect الحالية للحكومة الأسترالية،  عكس باقي التطبيق الذي يستخدم Firebase Firestore و Remote Config لجلب المحتوى الديناميكي.
| الإصدار | يوم الاصدار   | ميزات                                                        |
| ------- | ------------- | ------------------------------------------------------------ |
| 1.0.0   | 29 مارس 2020  | الإصدار الأولي                                               |
| 1.0.1   | 30 مارس 2020  | تمت إضافة نموذج "عزل التسجيل"                                |
| 1.0.2   | 9 أبريل 2020  | تمت إضافة علامة التبويب "المعلومات الأساسية" وشعار أخبار SBS |
| 1.0.4   | 23 أبريل 2020 | اضافة محتوى الفيديو                                          |
| 1.1     | 28 مايو 2020  | إصلاح واجهة المستخدم وتحسينات التناسق بين Android و iOS      |
| 1.4     | 9 يوليو 2020  | إدخال أداة البحث عن العيادة ومدقق القيود                     |